# Бантай, Тивадар
Тивадар Бантай (венг. Bántay Tivadar; 13 октября 1928 — 16 ноября 2019) — венгерский и шведский гобоист.
В 1953 году стал одним из лауреатов первой премии на музыкальном фестивале «Пражская весна».
После подавления Венгерской революции 1956 года покинул страну. На рубеже 1950—1960-х гг. играл в составе оркестра Моцартеум, как солист принял участие в записи альбома ранних произведений Вольфганга Амадея Моцарта (дирижёр Бернхард Паумгартнер). Затем обосновался в Швеции и в 1962—1992 гг. был солистом Королевской капеллы. В 1982 г. участвовал как солист в премьере камерной радиооперы Ханса Холевы «Свидетель». Среди других записей Бантая — Мелодия и танец для английского рожка и струнных Юлиуса Хайеса.